# Ernest Correlleau
Ernest Correlleau est un peintre français né le 28 février 1892 à Pont-Aven et mort en juillet 1936, peut-être à Lorient.

## Biographie
Ernest Correlleau est le fils d'Ernest Correlleau, un notaire de Pont-Aven, et de Marie Yvonne Carer. Il est prisonnier en Allemagne pendant la Première Guerre mondiale. En 1920, alors étudiant en droit, il épouse Julia Louédec, qui tient avec ses sœurs l'Hôtel de la Poste et qui devient le lieu principal d'hébergement et de rencontre des peintres à Pont-Aven pendant l'Entre-deux-guerres. Leur fille Nicole Corelleau, née en 1923 (décédée en avril 1984), prit la suite dans la décennie 1950. De nombreux artistes et intellectuels ont fréquenté l'Hôtel de la Poste : Maurice Asselin, Pierre Vaillant, Pierre Mac Orlan, Maurice de Vlaminck, Émile Jourdan, Fernand Jobert, Jean Lachaud , Yves Mirande, Paul Fort, Max Jacob, Alan Stivell, Gilles Servat, Glenmor, Xavier Grall, Curnonsky, William Scott, etc..
Pierre-Eugène Clairin, ami d'Ernest Correlleau, décrit ainsi son arrivée à Pont-Aven : « Pilote à l’escadrille 219 pendant la guerre, nous avions comme dessinateur Fernand Morin (1878-1937), peintre vendéen, ami de Moret, qui habitait un atelier au quai de Pont-Aven. C’est lui qui me fit choisir Pont-Aven, lieu de ma démobilisation en 1919. Par lui aussi, ami de Maître Correlleau, je connus Ernest Correlleau retour de captivité. Une amitié réciproque naquit de suite et nous nous installâmes aussitôt dans les ateliers de Lezaven (ancien atelier de Paul Gauguin) », achetés par Ernest Correlleau.
En 1929, il expose au Salon des Tuileries les toiles Entrée de ferme et Paysage de l'Aveu.

## Œuvres

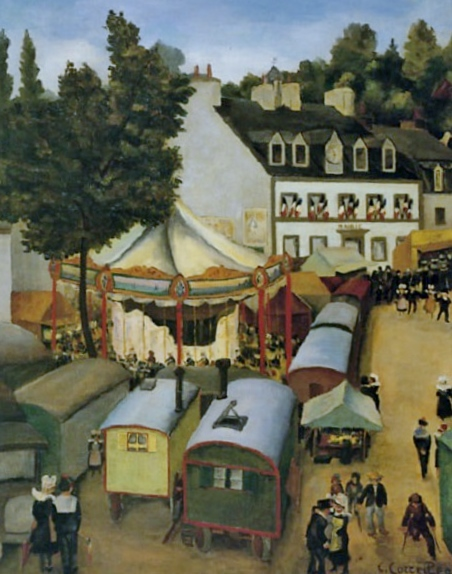
Ernest Correlleau : Fête foraine à Pont-Aven (1925, musée du Faouët).

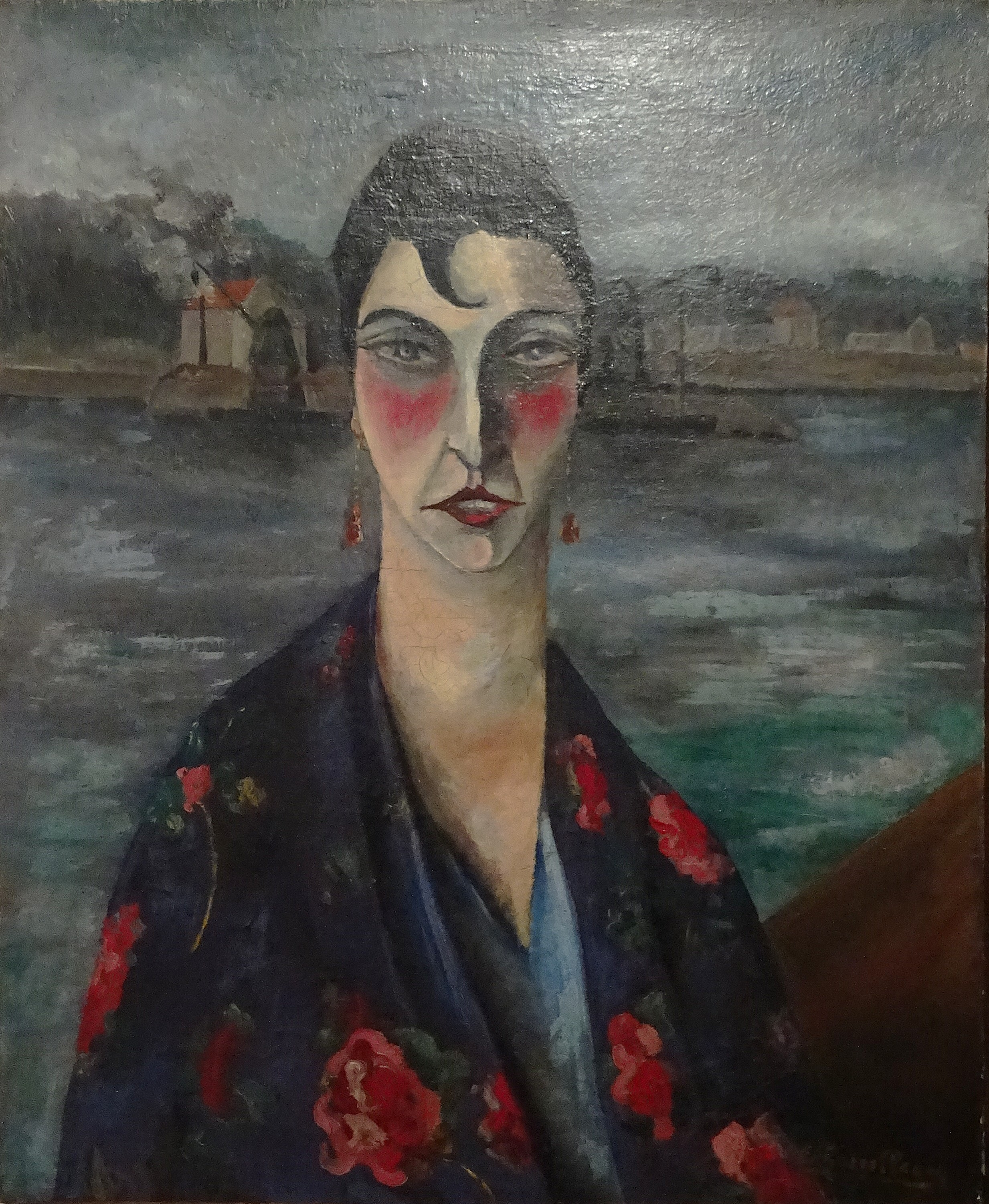
Ernest Correlleau : Kiki de Montparnasse (huile sur toile, non daté, atelier d'Ernest Correlleau, Pont-Aven).

René Le Bihan a écrit à son propos : « Il sut saisir la vie locale avec franchise et naïveté. Si la maladie l'emporta en 1936, ses paysages de Pont-Aven, ses natures mortes gardent intacte sa fraîcheur de regard ».
- Fête foraine à Pont-Aven (1925, musée du Faouët)
- Kiki de Montparnasse (huile sur toile)[8]
- Portrait de Jacky (huile sur toile, vers 1932)[8]
- Nature morte aux homards et à la soupière (huile sur toile)[8]
- Le vase aux camélias (collection privée)[13]
- Le paysage de Nizon (Musée de Pont-Aven)

L'atelier d'Ernest Correlleau, installé dans une annexe de l'Hôtel de la Poste, a été transformé en galerie d'art par son petit-fils Patrick Le Floc'h-Correlleau (1944-2005).